# فهرست لینگوییست
فهرست لینگوییست یا فهرست لینگویست (به انگلیسی: The LINGUIST List) یک منبع مهم آنلاین در رشتهٔ دانشگاهی زبان‌شناسی است. این فهرست در اوایل سال ۱۹۹۰ توسط آنتونی اریستر در دانشگاه استرالیای غربی تأسیس شد، و در آمریکا توسط بنیاد ملی علوم به‌عنوان مرجع مورد استفاده قرار می‌گیرد. قدیمی‌ترین و اصلی‌ترین ویژگی آن مِیلینگ لیست الکترونیکی مدیریت‌شده، دارای هزاران مشترک در سراسر جهان است که بررسی‌ها و نتایجشان، مباحثات، فهرست ژورنال‌ها، چکیدهٔ پایان‌نامه‌ها، فراخوان مقالات، اعلان کتاب و همایش‌ها، نرم‌افزارها و دیگر اطلاعات مفید زبان‌شناختی در آن قرار می‌گیرند.

## تاریخچه
این منبع از ۱۹۹۱ توسط آنتونی اریستر و هلن اریستر-درای اجرا می‌شده‌است. در ۱۹۹۱ از استرالیا به دانشگاه تگزاس ای اند ام منتقل شد و دانشگاه میشیگان شرقی آن را به‌عنوان پایگاه اصلی ویراستاری قرار داد. در ۱۹۹۴، بیش از ۵۰۰۰ مشترک داشت. این فهرست از طریق بنیاد ملی علوم آمریکا و کمک‌های ناشران، نهاد و مشترکانش تأمین بودجه می‌شود. در سال‌های اخیر، به‌عنوان پایگاهی برای پژوهش در زیرساخت‌های زبان‌شناسی در اینترنت بدل شده و بودجه‌های متعددی بدین منظور از بنیاد ملی علوم دریافت کرده‌است.